# Diego Cruz Torrijos
Diego Cruz Torrijos (Madrid, 18 d'agost de 1960) és un polític i publicista espanyol.

## Biografia
Nascut a Madrid el 18 d'agost de 1960, es va afiliar al Partit Comunista d'Espanya (PCE) el 1974 i al Partit Socialista Obrer Espanyol (PSOE) el 1991. Es va presentar com a candidat a les eleccions municipals de 2011 a Madrid al número 3 de la llista del PSOE liderada per Jaime Lissavetzky, i va resultar elegit regidor. Proper a Tomás Gómez, va ser no obstant també inclòs en la candidatura del PSOE per a les eleccions a l'Assemblea de Madrid de 2015 encapçalada per Ángel Gabilondo, al lloc 27, convertint-se en diputat de la desena legislatura del Parlament regional.